# Krieg (album)
Krieg è un album di remix del gruppo musicale tedesco KMFDM, pubblicato nel 2010.

## Tracce
1. Bait & Switch (All 4 One Mix) – 4:21 – Combichrist
2. Strut (Disco Balls Mix) – 3:52 – Andy Selway
3. Potz Blitz! (Harmonic Tremors Mix) – 4:23 – Seismologist
4. Bait & Switch (Sacred Cow Mix) – 4:00 – Prong
5. Never Say Never (Naughty Habit Mix) – 4:19 – Ivan de Prume
6. People of the Lie (Requiem Mix) – 4:53 – Koichi Fukuda
7. Bitches (Pop Will Eat This Mix) – 4:36 – Vile Evils
8. Never Say Never (Confessional Mix) – 5:53 – Komor Kommando
9. People of the Lie (Crooked Illusion Mix) – 5:38 – Mary Byker
10. Davai (Cyrillic Mix) – 5:16 – Tweaker
11. Never Say Never (Candy Apple Mix) – 3:56 – Dave Ogilvie
12. Davai (Bloody Fog Mix) – 4:49 – Assemblage 23